# Aleksandar Atanasijević
Aleksandar Atanasijević (en serbe : Александар Атанасијевић, né le 4 septembre 1991 à Belgrade, alors en RFS de Yougoslavie) est un joueur serbe de volley-ball. Il mesure 2,00 m et joue au poste d'attaquant. Il totalise 95 sélections en équipe de Serbie.

## Clubs
| Club                | De        | À         |
| ------------------- | --------- | --------- |
| Partizan Belgrade   | 2009-2010 | 2010-2011 |
| Skra Bełchatów      | 2011-2012 | 2012-2013 |
| Sir Safety Pérouse  | 2013-2014 | 2020-2021 |
| Skra Bełchatów      | 2021-2022 | 2022-2023 |
| Shanghai Bright     | 2023-2024 | 2023-2024 |
| Olympiakos Le Pirée | 2024-2025 |           |

## Palmarès

### Équipe nationale
- Championnat du monde des moins de 19 ans (1)
  - Vainqueur : 2009
- Championnat du monde des moins de 21 ans
  - Troisième : 2011
- Championnat du monde des moins de 23 ans
  - Finaliste : 2013
- Ligue mondiale
  - Finaliste : 2015
- Championnat d'Europe (2)
  - Vainqueur : 2011, 2019
  - Troisième : 2013, 2017
- Championnat d'Europe des moins de 19 ans 
  - Finaliste : 2009
- Championnat d'Europe des moins de 20 ans 
  - Troisième : 2010

### Club
- Championnat du monde des clubs
  - Troisième : 2012
- Ligue des champions
  - Finaliste : 2012, 2017
  - Troisième : 2018
- Championnat de Pologne
  - Finaliste : 2012
- Championnat de Serbie (1)
  - Vainqueur : 2011
- Coupe de Pologne (1)
  - Vainqueur : 2012
- Supercoupe de Pologne (1)
  - Vainqueur : 2012
- Superoupe d'Italie (3)
  - Vainqueur : 2017, 2019, 2020
- Championnat d'Italie (1)
  - Vainqueur : 2018
- Coupe d'Italie (2)
  - Vainqueur : 2018, 2019
- Championnat de Chine (1)
  - Vainqueur : 2024
- Coupe de la Ligue grecque (1)
  - Vainqueur : 2024-251
- Super Coupe de Grèce (1)
  - Vainqueur : 20242
- Coupe de Grèce (1)
  - Vainqueur : 2025

- 1 : La finale de la Coupe de la Ligue de la saison 2024-25 a eu lieu le 11 décembre 2024
- 2 : La finale du Super Coupe concernant la saison 2023-24 a eu lieu le 4 février 2025.

### Distinctions individuelles
- Meilleur attaquant du championnat d'Europe des moins de 19 ans 2009
- Meilleur attaquant du championnat d'Europe des moins de 21 ans 2010
- Meilleur attaquant du championnat du monde des moins de 21 ans 2011
- Meilleur marqueur du championnat du monde des clubs 2012
- Meilleur marqueur du championnat d'Europe 2013
- Meilleur attaquant du championnat du monde des moins de 23 ans 2013

## Vie privée
Depuis juillet 2013, il sort avec la chanteuse serbe Sara Jovanović.